# Зелений Гай (Чернігівський район)
Зеле́ний Гай (до 2024 року — Перше Травня) — село в Україні, у Тупичівській сільській громаді Чернігівського району Чернігівської області

## Географія
Село Зелений Гай розташоване за 33 км від обласного центру, за 13 км від адміністративного центру громади села Тупичів. Найближчі села: Нове (2,5 км) та Івашківка (3,5 км).

## Історія
У 2019—2020 роках село входило до Вихвостівської сільської громади
12 червня 2020 року, відповідно до розпорядження Кабінету Міністрів України № 730-р від «Про визначення адміністративних центрів та затвердження територій територіальних громад Чернігівської області», село увійшло до складу Тупичівської сільської громади.
19 липня 2020 року, в результаті адміністративно-територіальної реформи та ліквідації Городнянського району, село увійшло до складу новоутвореного Чернігівського району.
19 вересня 2024 року Верховна Рада підтримала перейменування села Перше Травня на Зелений Гай. 26 вересня 2024 року перейменування набуло чинності.

## Галерея

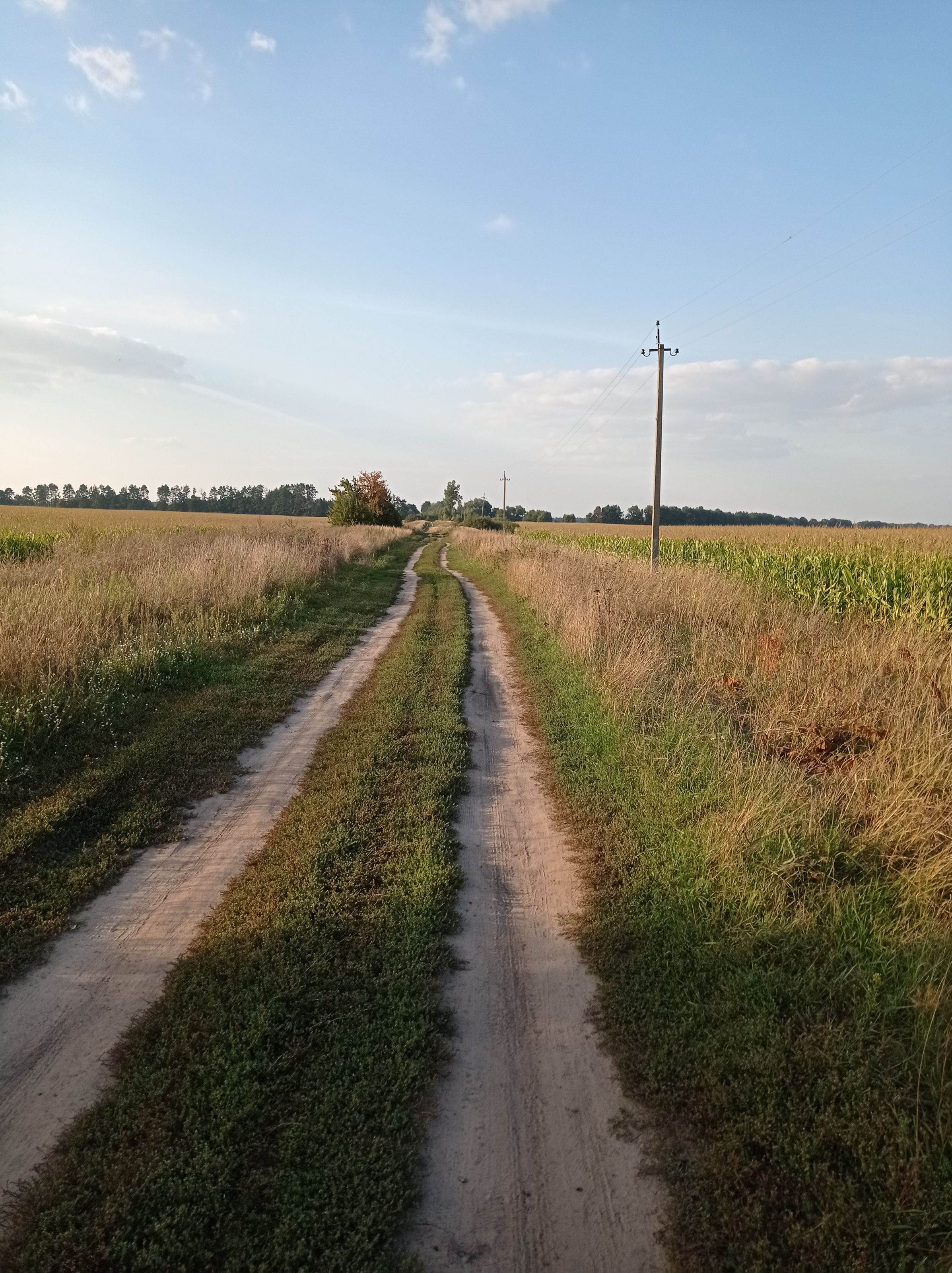
Дорога до села Зелений Гай від села Нове
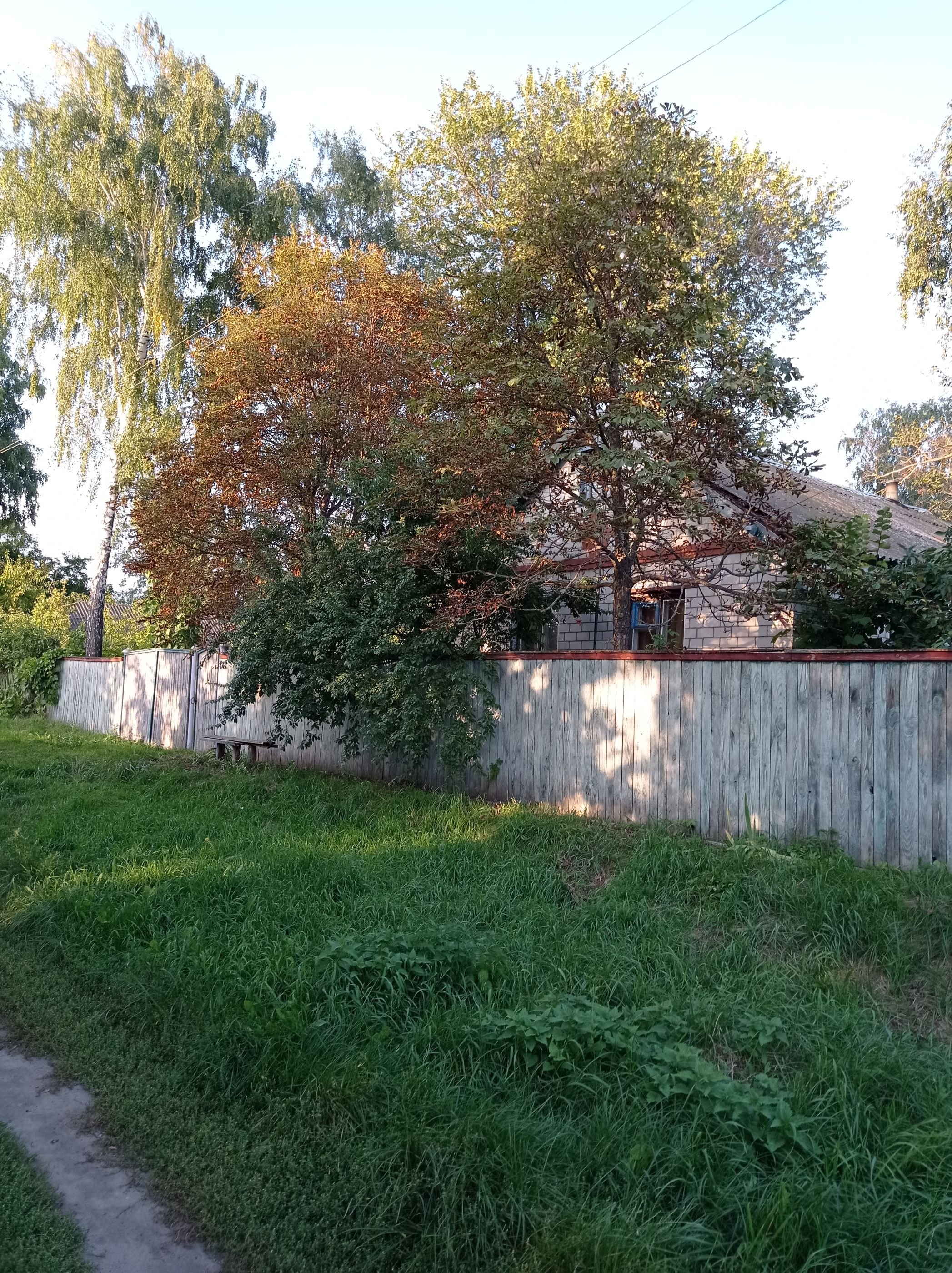
Одна з хат
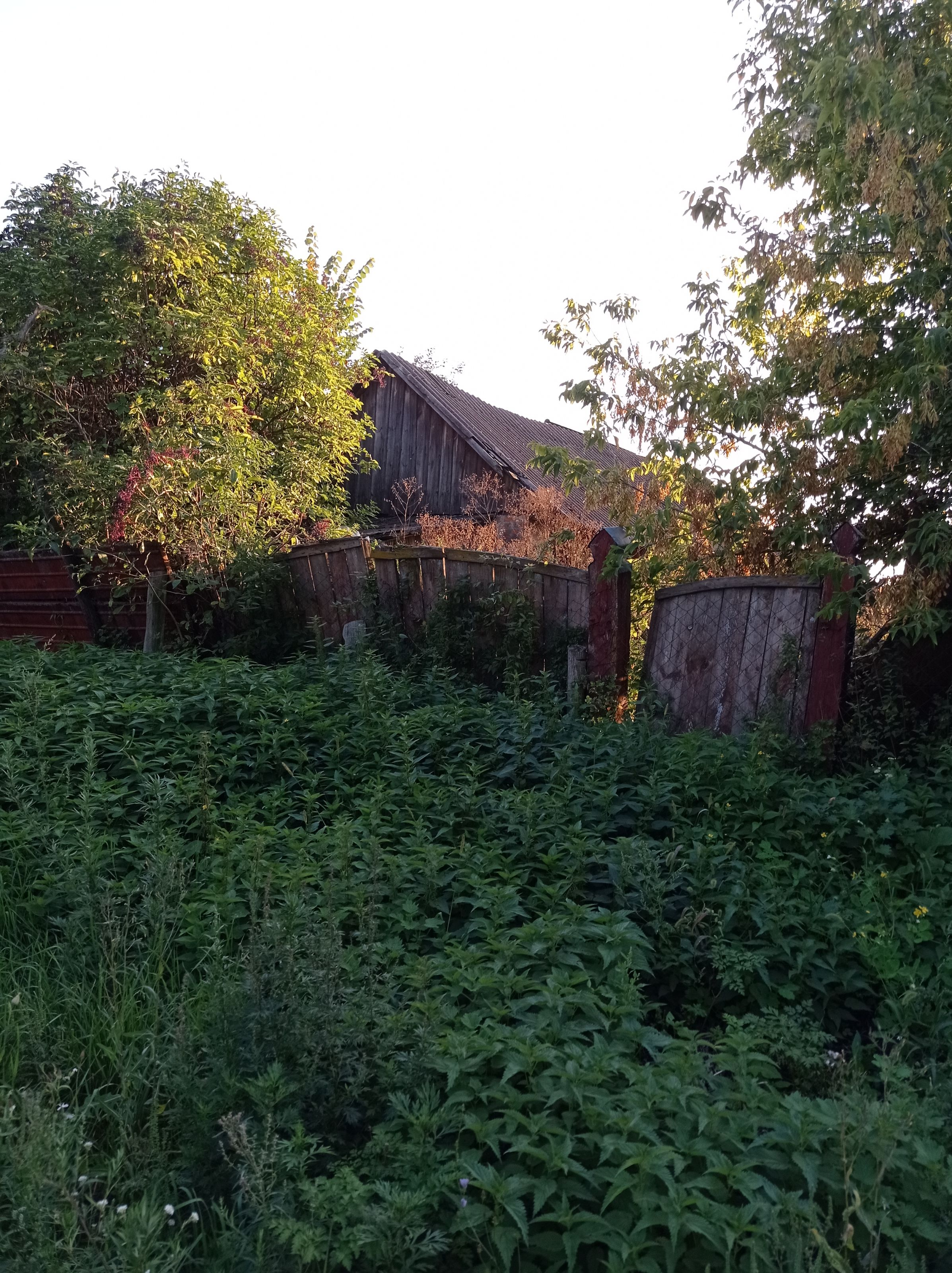
Покинута хата
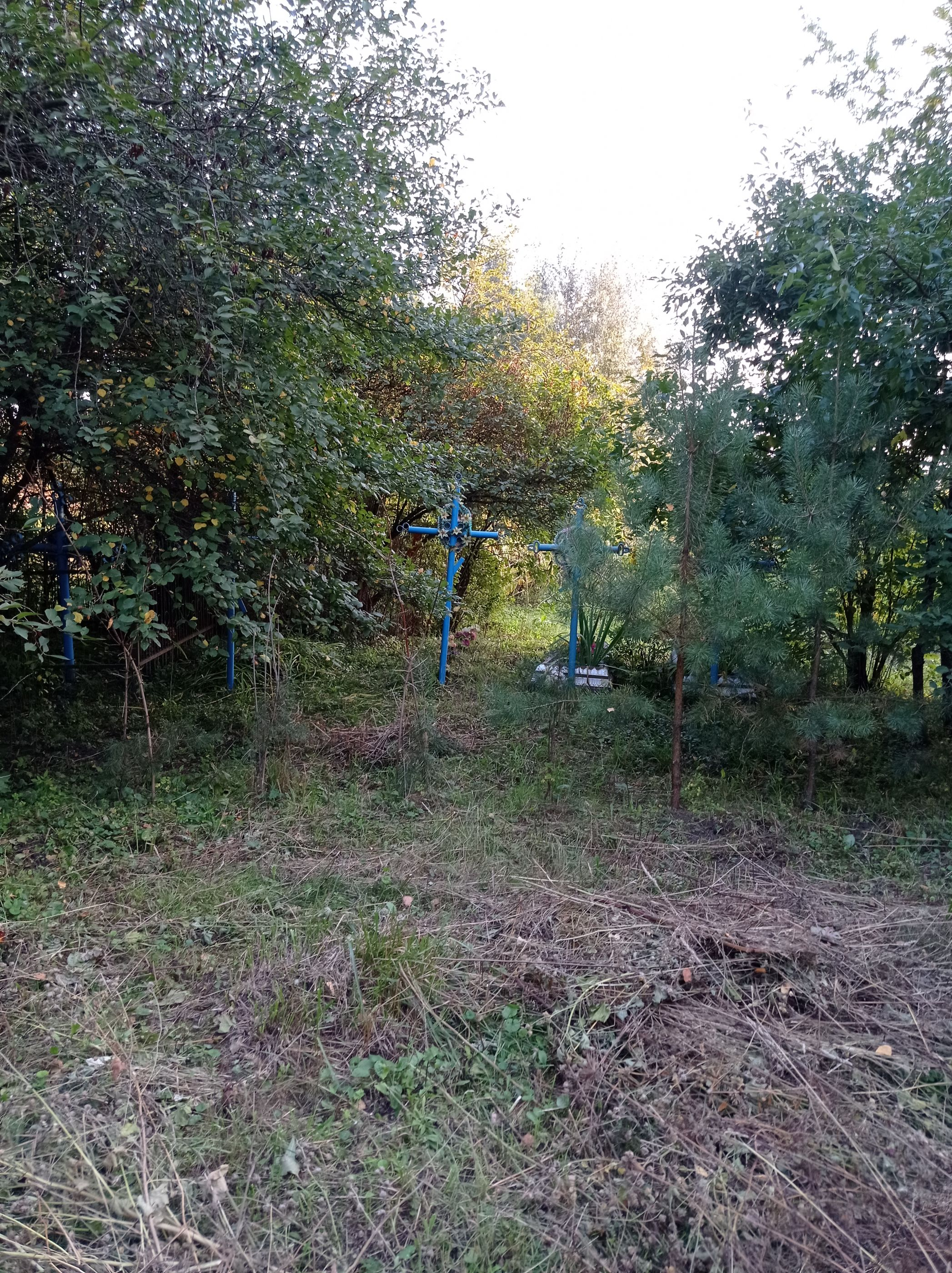
Кладовище
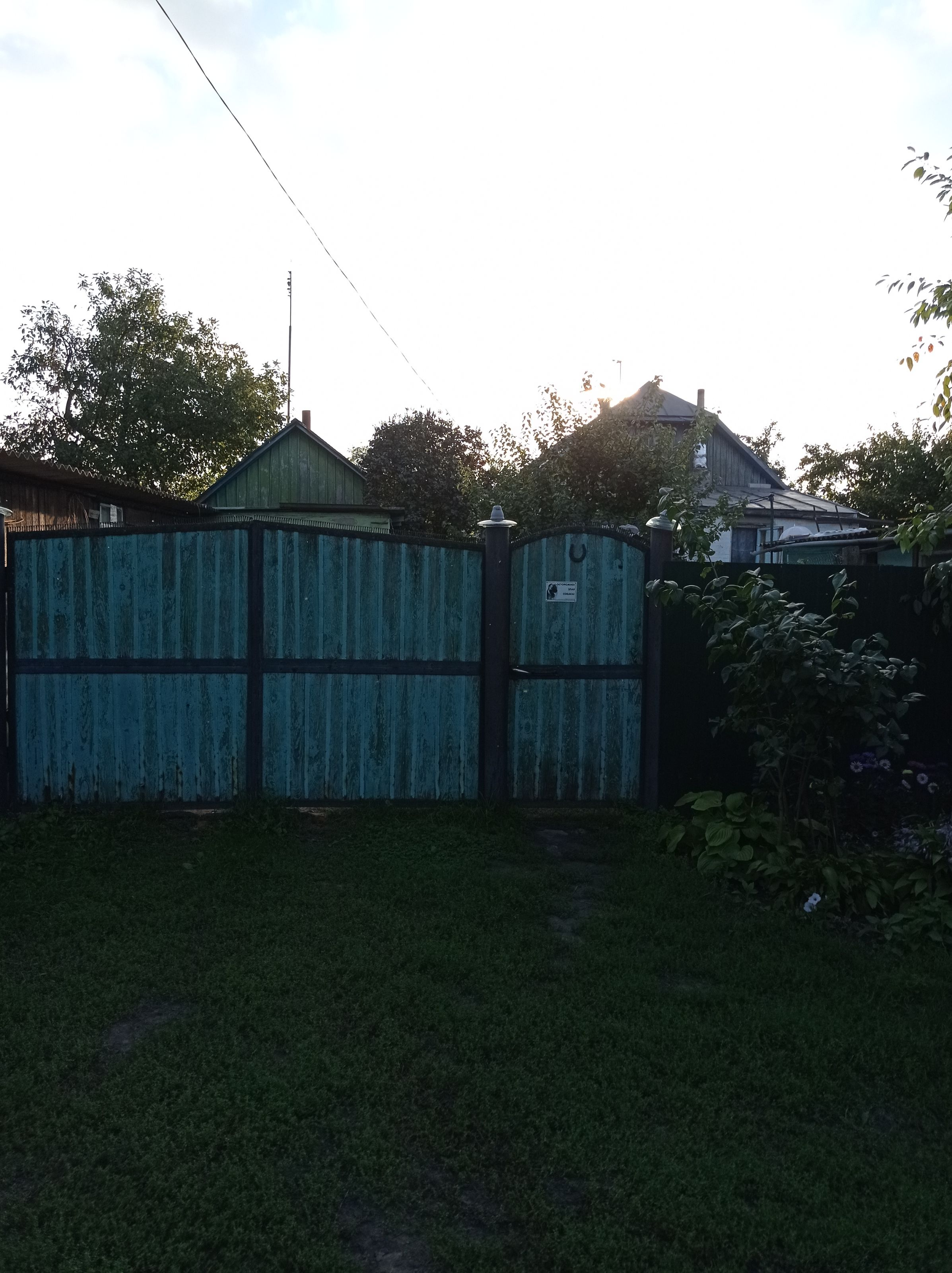
Одна з хат увечері
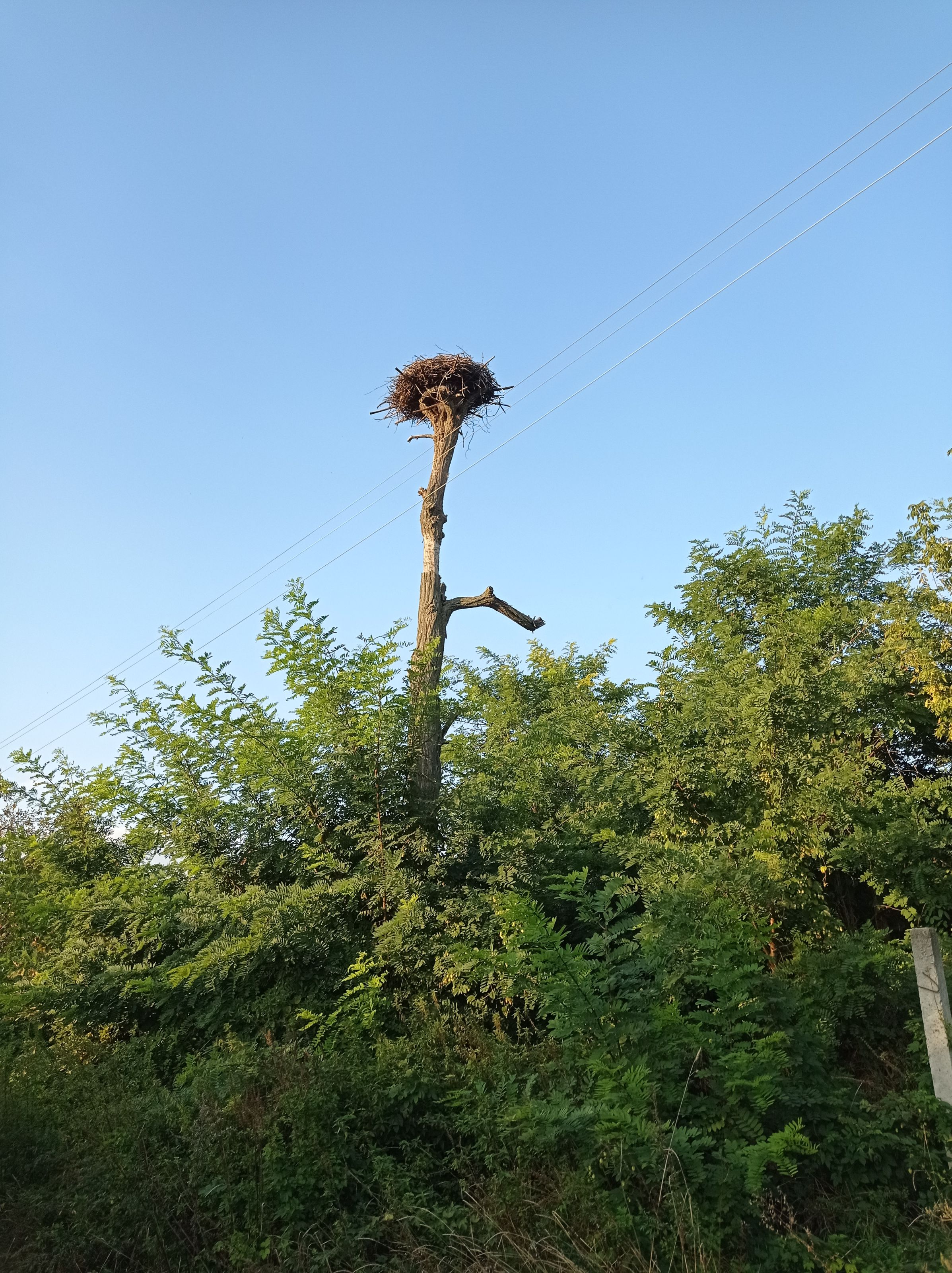
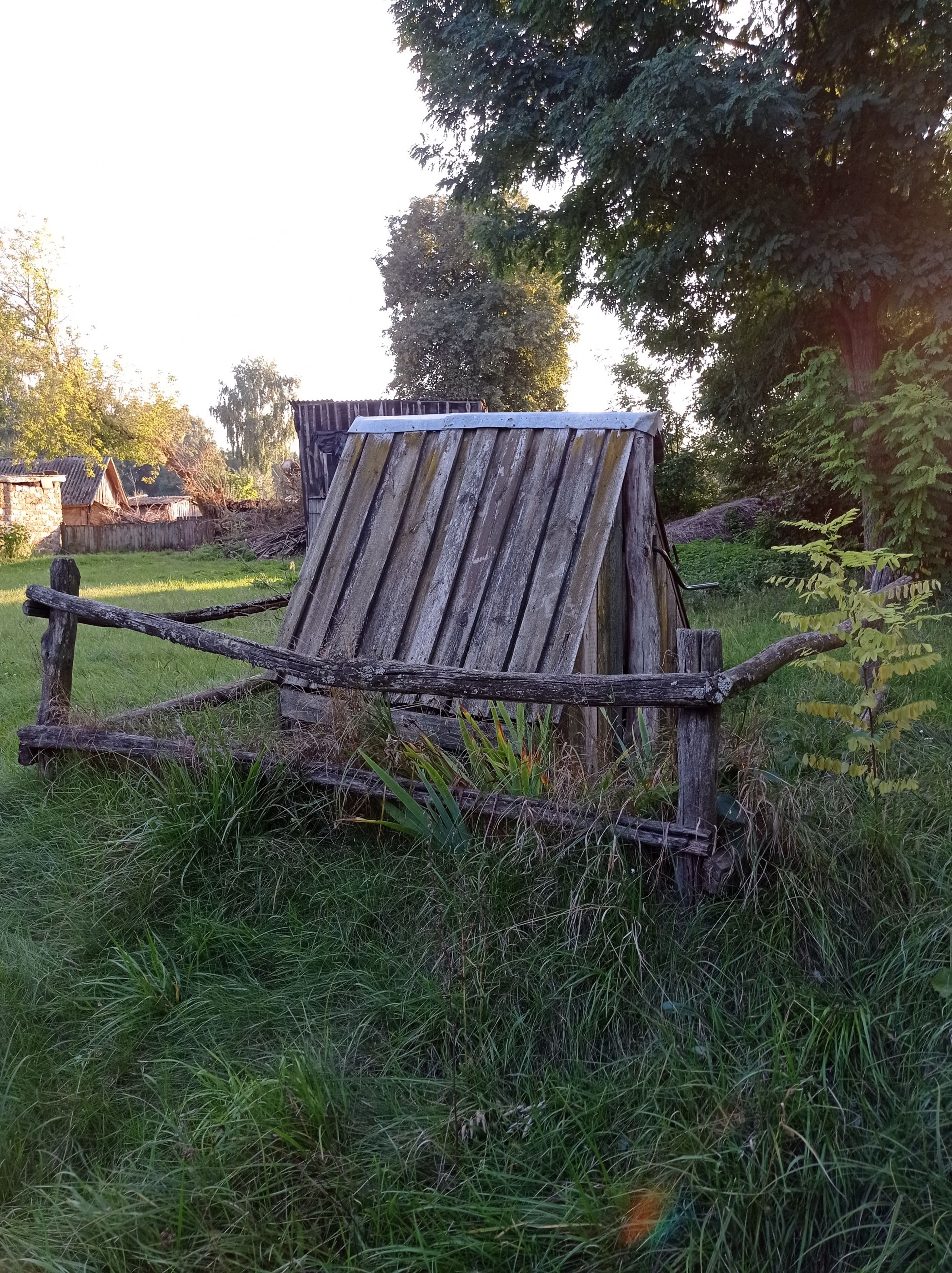
Криниця
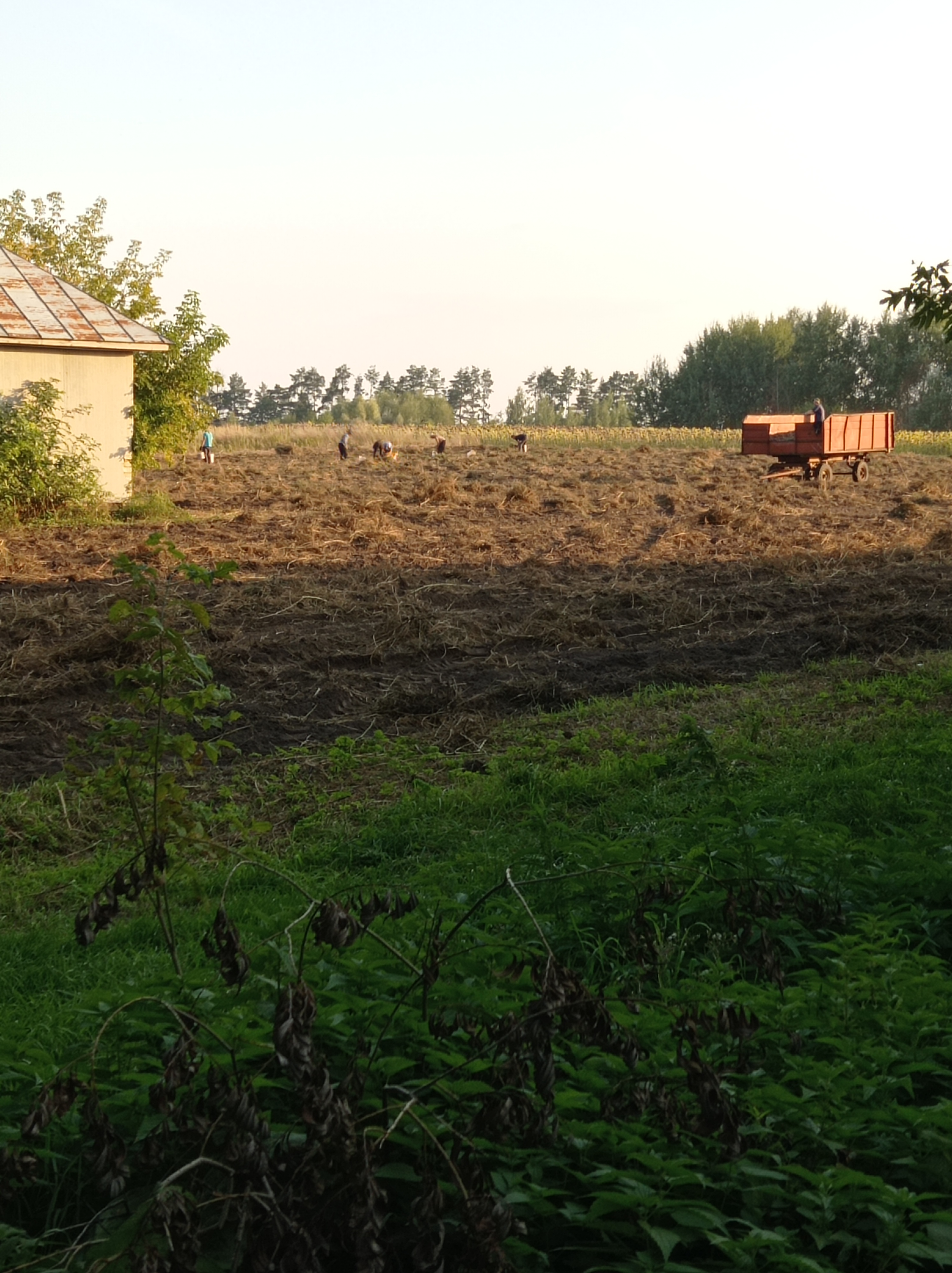
Копання картоплі
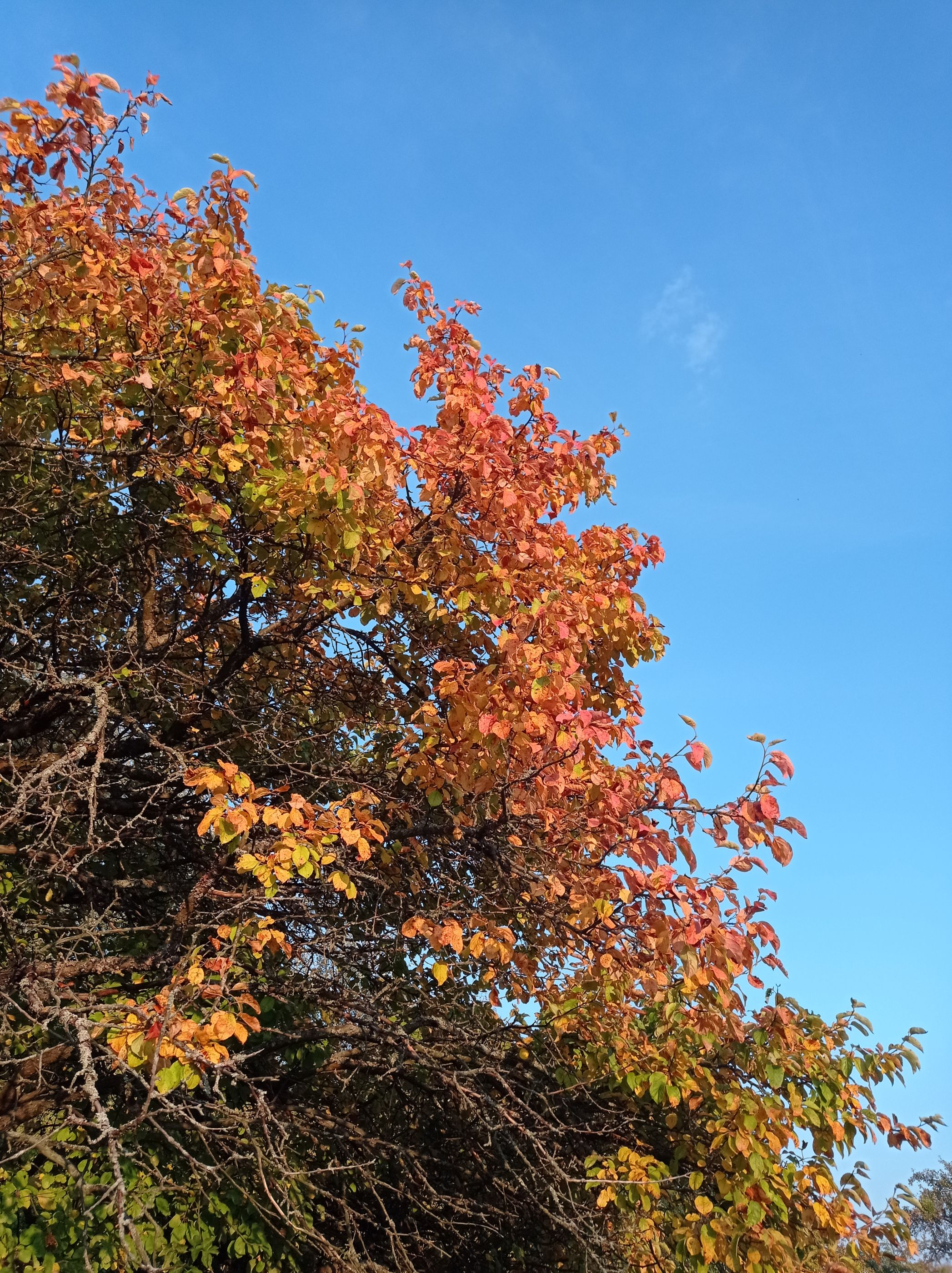
Листя яблуні восени за селом (там здичавілі яблуні ростуть)